# Elisa Garcia
Elisa Garcia (San Paolo, 22 febbraio 1962) è un'ex cestista brasiliana.

## Carriera
Con il Brasile ha disputato i Campionati mondiali del 1983.